# Ranschburg Pál-emlékérem
Ranschburg Pál-emlékérem, röviden Ranschburg-emlékérem Ranschburg Pál születésének 100. évfordulója (1970) alkalmából alapította a Magyar Pszichológiai Társaság. Hazai és külföldi pszichológusoknak, kiemelkedő tudósoknak, szakmai tevékenységük elismeréséül adományozott emlékérme. Az érme Beck Ö. Fülöp munkája (1940) alapján készült. Odaítéléséről szükség szerint évenként vagy háromévenként dönt egy bizottság.

## Ranschburg-emlékérem elismerésben részesültek betűrendben
- Bagdy Emőke (2001)
- Barkóczi Ilona
- Bereczkei Tamás (2010)

Bernáth László (2023)
- Czigler István (2006)
- Csépe Valéria (2012)
- Dienes Erzsébet (2011)
- Grastyán Endre (1978)
- Horányi Annabella (2004)
- Hunyady György (2004)
- Illyés Sándor (1994)
- Karmos György (2008)
- Lénárd Ferenc
- Mérei Ferenc (1984)
- Molnár Imre
- Oláh Attila (2006)
- Pataki Ferenc (2008)
- Szakács Ferenc (1993)
- Vikár György (1984)
- Virág László (2013)